# Marvin Angarita
Angarita  Reyes est un nom espagnol. Le premier nom de famille, en général paternel, est Angarita ; le second, en général maternel, souvent omis, est Reyes.
Marvin Orlando Angarita Reyes, né à Barrancabermeja (département de Santander) le 11 avril 1989, est un coureur cycliste colombien, professionnel entre 2012 et 2017.

## Biographie

### Les débuts
Il débute dans le club escuela ciudad de Barrancabermeja. En 2007, à tout juste 18 ans, il apparaît sur la scène cycliste nationale colombienne en remportant le titre de meilleur sprinter de la Vuelta del Porvenir junior. Deux ans plus tard, il participe avec la formation GW Shimano à la Vuelta de la Juventud a Colombia, le Tour de Colombie réservé au moins de 23 ans et gagne le classement des étapes volantes. Engagé avec l'équipe Chaoyang – ESSA, antichambre de la formation GW Shimano, il récidive en 2010,. Quelques semaines auparavant, dans sa ville natale, il dispute la Clásica de Barrancabermeja, épreuve du calendrier national colombien, pour préparer cette Vuelta de la Juventud. Il gagne en s'imposant dans les deux étapes, un contre-la-montre et une course en circuit. C'est une épreuve qu'il avait remporté en 2006, dans la catégorie junior. En octobre, il participe au Clásico RCN. Lors de la 4e étape, il fausse compagnie au peloton, à 500 mètres de la ligne d'arrivée et réussit à conserver quelques mètres d'avance. 

### Année 2011: l'année de l'éclosion
Marvin Angarita passe professionnel en 2011, dans la nouvelle équipe continentale, filiale de la formation UCI World Tour Movistar. Démontrant sa pointe de vitesse, il s'adjuge six victoires, toutes au sprint. 

#### Tour du Venezuela
Pour sa première course de l'UCI America Tour, il a pour objectif de s'imposer lors d'une étape du Tour du Venezuela. Il surclasse cet objectif en remportant quatre étapes, toutes au sprint. Il gagne la deuxième étape, après avoir pourtant franchi la ligne d'arrivée en troisième position, mais ses prédécesseurs furent disqualifiés pour comportement incorrect lors du sprint final. Il finit deuxième de la cinquième étape, seulement battu lors de l'emballage par Honorio Machado. Sa deuxième victoire, il la remporte dans le second secteur de la huitième étape. Après un contre-la-montre individuel dans le premier secteur où il se classe cinquième, la seconde demi-étape est très courte, seulement 65 kilomètres, et très rapide (44,487 km/h), toute tentative d'échappées est vaine et elle se termine au sprint où Angarita règle le peloton. Encore, deuxième de la dixième étape, devancé par Miguel Ubeto, il se reprend en gagnant les sprints des deux dernières étapes, qui se déroulent toutes deux sur un circuit urbain. Ce qui lui permet de finir en tête du classement par points. Bien aidé par son coéquipier Fernando Ureña, il remporte sa troisième victoire, lors de la pénultième étape, malgré une chute survenue au sixième des vingt tours à parcourir et le changement de vélo qui s'ensuivit. Il devance, pour la deuxième fois consécutivement, l'expérimenté cubano-vénézuélien Gil Cordovés pour s'adjuger sa quatrième et dernière victoire, sur le circuit tracé dans les rues de Caracas où s'achève cette Vuelta. Ses six podiums lui rapporte 42 points au classement de l'UCI America Tour 2011, ce qui le classe 52e à l'issue de la saison.

#### Reste de l'année
Au cours de la saison, il dispute plusieurs courses à étapes, du calendrier national colombien, comme la Vuelta a Cundinamarca ou la Vuelta a Antioquia, mais ne réussit pas à décrocher le moindre podium à l'issue d'un sprint. Pourtant début septembre, il remporte le championnat de Colombie sur route, réservé aux moins de 23 ans. Disputé sur le circuit automobile de Tocancipá, la course se termine par un sprint massif gagné par Angarita. Un mois plus tard, il remporte, dans la même ville, la quatrième étape du Clásico RCN 2011. Il anticipe le sprint du peloton, en se dégageant dans la dernière courbe, et conserve deux secondes d'avance.

### Année 2012: une relative stagnation
Ses quatre victoires au Tour du Venezuela 2011 ont fait naître quelques attentes. Pourtant il faut attendre le mois de novembre pour voir Marvin Angarita remporter deux victoires, au plus haut niveau. Les mois précédents, souvent placé dans les arrivées au sprint, il ne réussit pas à concrétiser.

#### Tour du Táchira et Tour d'Uruguay
Sa première course de l'UCI America Tour 2012, il la dispute, dès le mois de janvier, au Venezuela. La Vuelta al Táchira est très montagneuse. Il abandonne lors de la dernière étape, alors qu'il se trouvait au matin à près de quatre heures du leader (et futur vainqueur de l'épreuve) Jimmy Briceño. 
Le 30 mars, il s'aligne au départ de sa deuxième course de l'UCI America Tour 2012, la 69e Vuelta Ciclista del Uruguay. Il n'arrive pas à décrocher sa première victoire de l'année mais termine cinq fois dans les cinq premiers à l'arrivée d'une étape. Il termine notamment deuxième à l'issue d'un sprint massif, lors de la seconde étape.

#### Détour par la piste
Le dernier week-end d'avril, il participe avec la ligue de cyclisme du département d'Antioquia à la première manche des sélections pour les Juegos Deportivo Nacionales, qui se déroule au vélodrome Alcides Nieto Patiño de Cali. À cette occasion, il remporte deux médailles d'or, une d'argent et une de bronze. Le vendredi 27, il décroche l'or dans l'épreuve du scratch et termine deuxième de la course aux points. Il prend deux tours d'avance sur le peloton mais Jairo Pérez trouve l'ouverture et s'octroie le troisième tour qui lui permet de devancer Angarita, celui-ci se ressentant d'une chute dans le tour de formation. Le lendemain, il finit troisième du scratch court (sur deux kilomètres seulement) et s'impose dans la course à l'américaine, associé au jeune Eduardo Estrada.

#### Premier succès de l'année
Il est au départ du 62e Tour de Colombie (inscrit à l'UCI America Tour) mais malgré plusieurs arrivées au sprint, il ne peut conclure victorieusement, terminant notamment troisième à Palmira, lors de la septième étape. Il ne glane que neuf points lors des trois épreuves de l'UCI America Tour 2012 qu'il dispute, ce qui le classe 248e à la fin de la saison.
Malgré sa participation à plusieurs courses du calendrier national colombien, il lui faut attendre le mois d'août pour remporter une victoire au sprint (cela sera la seule sur les routes colombiennes, en 2012). Il s'impose dans la dernière étape de la Clásica del Meta. Après avoir travaillé pour défendre le maillot de leader de son coéquipier, Freddy Montaña, il songe à la victoire à seulement trois tours de l'arrivée. Montaña lui permet de passer l'ultime bosse du circuit, sans encombre, puis dans les derniers hectomètres, il se met dans la roue de Jhon Freddy García qu'il dépasse à moins de cent mètres de la ligne.

#### Stagiaire chez Movistar et Clásico RCN
Officiellement stagiaire dans l'équipe UCI World Tour de la Movistar au 1er août, il continue de participer néanmoins aux courses au programme de l'équipe continentale. Ainsi, il est au départ de la 52e édition du Clásico RCN. Mais à la différence des deux années précédentes, il ne parvient pas à conclure victorieusement une étape. Son meilleur résultat, il l'obtient à l'arrivée de la cinquième étape à Cali, en terminant troisième. 

#### Vuelta al Mundo Maya
Au mois de novembre, lors de la première édition de la Vuelta al Mundo Maya qui se déroule au Guatemala. Il obtient ses deux premiers succès, comptant pour l'UCI America Tour 2013. En effet, il domine ses rivaux dans les rues de la capitale, lors de l'arrivée massive qui termine la dernière étape, disputée en circuit. Et la veille, il avait réussi l'exploit de mener à bien une longue échappée. Parti dans la montée d'un col de troisième catégorie (à 75 km de l'arrivée), il se débarrasse de ses compagnons d'échappée et réussit à obtenir jusqu'à trois minutes d'avance sur le peloton. L'écart se réduit et malgré une chute dans les derniers hectomètres, il garde néanmoins une demi-minute d'avance sur son équipier Byron Guamá, premier du groupe des favoris. 

### Année 2013: une saison décevante
L'équipe Movistar paraissant condamnée à la cessation d'activité, il dispute, avec son ancienne formation GW Shimano, le Tour du Costa Rica 2012, à la mi-décembre. Mais, à la renaissance de la Movistar Team America, il se voit dans l'obligation d'honorer sa deuxième année de contrat.
Il n'obtient aucun résultat probant dans les courses du calendrier national colombien, ne disputant pas le Tour de Colombie ou terminant le Clásico RCN au-delà de la centième place. Il n'augmente pas, non plus, son capital points au classement de l'UCI America Tour 2013 et stagne aux seize points, acquis en novembre 2012.
Il faut attendre fin octobre pour voir Marvin Angarita remporter sa première victoire de l'année. Il s'impose dans la cinquième étape du Tour de l'Équateur, à l'issue d'un sprint massif. Trois jours plus tard, il récidive. Il surprend les observateurs en s'imposant dans un contre-la-montre individuel, sur un parcours ondulé. Le dernier jour, il termine troisième du sprint, devancé par son coéquipier Byron Guamá.

### 2023
Marvin Angarita participe aux championnats du monde de Glasgow en tant que guide du coureur handisport Nelson Serna sur l'épreuve de poursuite en tandem en catégorie B.

## Palmarès sur route
- 2010
  - 4e étape du Clásico RCN
- 2011
  -  Champion de Colombie sur route espoirs
  - 2e, 8eb, 11e et 12e étapes du Tour du Venezuela
  - 4e étape du Clásico RCN
- 2012
  - 7e et 8e étapes de la Vuelta al Mundo Maya
- 2013
  - 5e et 7e étapes du Tour de l'Équateur

## Palmarès sur piste

### Championnats panaméricains
- Aguascalientes 2018
  -  Médaillé d'argent de la poursuite par équipes.
  - Sixième de la course aux points[43].

### Jeux panaméricains
- Lima 2019
  -  Médaillé d'argent de la poursuite par équipes

### Jeux d'Amérique centrale et des Caraïbes
- Barranquilla 2018
  -  Médaillé d'argent de la course aux points
  -  Médaillé de bronze de la poursuite par équipes

### Championnats de Colombie
- Medellín 2016
  -  Médaillé d'or de l'omnium[44].
- Cali 2018
  -  Médaillé d'or de la poursuite par équipes (avec Carlos Tobón, Brayan Sánchez et Juan Esteban Arango)[45].
- Cali 2019
  -  Médaillé d'or de la poursuite par équipes (avec Juan Esteban Arango, Brayan Sánchez et Carlos Tobón)[46].
- Juegos Nacionales Cali 2019
  -  Médaillé d'or  de la poursuite par équipes des XXI Juegos Deportivos Nacionales (avec Brayan Sánchez, Carlos Tobón et Weimar Roldán)[47].
- Cali 2021
  -  Médaillé d'or de la poursuite par équipes (avec Juan Esteban Arango, Carlos Tobón et Julián Osorio)[48].
  -  Médaillé de bronze de la course aux points[49].
- Cali 2022
  -  Médaillé d'or de la poursuite par équipes (avec Brayan Sánchez, Juan Esteban Arango et Julián Osorio)[50].
  -  Médaillé d'argent de la course à l'élimination[51].